# Moupinia poecilotis
Moupinia poecilotis là một loài chim trong họ Paradoxornithidae, trước đây từng xếp trong họ Timaliidae hay họ Sylviidae.
Loài này đặc hữu Trung Quốc. Khu vực phân bố: Miền núi tây nam Trung Quốc (đông nam Thanh Hải tới tây bắc Tứ Xuyên và tây bắc Vân Nam). Tại Trung Quốc nó được gọi là 宝兴鹛雀 (寶興鶥雀, Bảo Hưng mi tước).